# 双吉站
双吉站位于中华人民共和国吉林省吉林市昌邑区，是长珲城际铁路上的火车站，于2016年10月21日开通客运业务，由沈阳铁路局管辖。

## 歷史
- 2016年10月21日开通客运业务。

## 外部連結
- 中国铁路客户服务中心（页面存档备份，存于）